# Западен Енеди
Западен Енеди е департамент, разположен в регион Борку-Енеди-Тибести, Чад. Департаментът се поделя на под-префектурите: Гуро, Калет, Унианга, Фада., негов административен център е град Фада.